# ヨセフ・シロフスキィ
ヨセフ・シロフスキィ Joseph Szydlowski(Józef Szydłowski) （1896年11月21日、Skryhiczyn (ポーランドのChełm County) – 1988年7月16日、イスラエル)は、フランスでチュルボメカを設立したユダヤ、ポーランド、フランス、イスラエルの航空用エンジンの設計者である。

## 生涯と業績
ロシア帝国のLublin GovernorateのChełmで生まれた。第一次世界大戦中はドイツ帝国によって収監された。ドイツで働き始め、1920年に最初の特許を取得した。ナチズムの高揚に伴い、1930年にフランスへ移住した。1930年代、Dewoitine D.520戦闘機に搭載されるイスパノスイザ 12Yエンジンで使用するための一般的ではない過給機を設計した。当時の航空機用のエンジンで一般的だった遠心式圧縮機ではなく軸流式圧縮機を採用した。1938年にパリでチュルボメカを創業して第二次世界大戦中、ライセンス生産した。1940年6月、ドイツはフランスに侵攻して来たので南フランスのSaint-Pé-de-Bigorreへ疎開した。戦後はヘリコプター用の小型のタービンエンジンを開発した。チュルボメカによると同社はアメリカ以外の市場で30%を生産するヘリコプター用ターボエンジンの主要な供給会社になった。
6日間戦争後、シャルル・ド・ゴールのイスラエルへの禁輸により、イスラエルのBeit Shemesh motorsでジェットエンジンを製造するための工場を設立した。
1984年、イスラエル工科大学より名誉博士号を授与された。